# Chu Tổ Dực
Chu Tổ Dực (tiếng Trung giản thể: 周祖翼, bính âm Hán ngữ: Zhōu Zǔ Yì, sinh tháng 1 năm 1965, người Hán) là nhà khoa học địa chất, chính trị gia nước Cộng hòa Nhân dân Trung Hoa. Ông là Ủy viên Ủy ban Trung ương Đảng Cộng sản Trung Quốc khóa XX, hiện là Bí thư Tỉnh ủy Phúc Kiến. Ông từng là Bí thư Đảng tổ, Bộ trưởng Bộ Tài nguyên nhân lực và Bảo đảm xã hội, Phó Bộ trưởng Bộ Tổ chức Trung ương Đảng Cộng sản Trung Quốc; Chủ nhiệm Văn phòng, Ủy viên Ủy ban Cơ cấu biên chế Trung ương; Bí thư Đảng ủy Đại học Đồng Tế.
Chu Tổ Dực là đảng viên Đảng Cộng sản Trung Quốc, học vị Tiến sĩ khoa học Địa chất, học hàm Giáo sư Địa chất học. Ông có sự nghiệp khoa học và giáo dục thời gian dài, trở thành tiến sĩ, giáo sư khi còn trẻ tuổi, có nhiều công trình nghiên cứu về địa chất biển, Khoa học Trái Đất trước khi bước chân vào chính trường Trung Quốc.

## Xuất thân và giáo dục
Chu Tổ Dực sinh tháng 1 năm 1965 tại huyện Thiên Thai, địa cấp thị Thai Châu, tỉnh Chiết Giang, Cộng hòa Nhân dân Trung Hoa. Ông tốt nghiệp phổ thông ở Thiên Thai, được kết nạp Đảng Cộng sản Trung Quốc vào tháng 6 năm 1984. Sau đó, tháng 7 cùng năm, ông thi đỗ Đại học Chiết Giang và tới thủ phủ Hàng Châu, nhập học Khoa Địa chất học, tốt nghiệp Cử nhân khoa học ngành địa chất. Sau đó, ông tới Đại học Đồng Tế ở Thượng Hải, là nghiên cứu sinh sau đại học và là giảng viên đại học tại trường, bảo vệ thành công luận án tiến sĩ đề tài "Tiến hóa cấu tạo rìa lục địa ở Phúc Kiến thời hậu Đại Cổ sinh – Đại Trung sinh'' (福建晚古生代 – 中生代大陆边缘构造演化) được hướng dẫn bởi học giả Chu Hạ, trở thành Tiến sĩ khoa học Địa chất vào tháng 10 năm 1989, khi mới 24 tuổi. Trong sự nghiệp giáo dục, khoa học, ông giảng dạy đại học, nghiên cứu về địa chất học, trở thành Giáo sư ngành Địa chất học năm 1994, khi 29 tuổi, là một trong những giáo sư trẻ nhất của Đồng Tế.

## Sự nghiệp

### Giáo dục
Tháng 10 năm 1989, sau khi nhận bằng tiến sĩ khoa học, Chu Tổ Dực bắt đầu sự nghiệp giáo dục của mình khi được Đại học Đồng Tế giữ lại làm giảng viên đại học. Năm 1992, ông trở thành Phó Giáo sư, đảm nhiệm vị trí Phó Trưởng khoa Địa chất biển và Địa vật lý của Đại học Đồng Tế. Từ tháng 4 năm 1994, ông là Bí thư Chi bộ, Nghiên cứu viên của Khoa Địa chất biển và Địa vật lý, là Tiến sĩ Sinh đạo sư hướng dẫn tiến sĩ từ tháng 1 năm 1996. Bên cạnh đó, về tham gia hoạt động khoa học quốc tế, ông là học giả thỉnh giảng của Hiệp hội Hoàng gia thuộc Đại học Wales, Vương quốc Anh từ tháng 3 năm 1993 đến tháng 3 năm 1994; là giáo sư thỉnh giảng tại Khoa Khoa học Trái đất của Viện Công nghệ Liên bang Thụy Sĩ  (ETH) từ tháng 10 năm 1997 đến tháng 10 năm 1998. Tháng 8 năm 1998, ông nhậm chức Bí thư Đảng ủy Trường Khoa học của Đại học Đồng Tế, kiêm nhiệm Trưởng khoa Địa chất biển và Địa vật lý.
Tháng 7 năm 2002, khoa được nâng cấp thành học viện, Chu Tổ Dực được bổ nhiệm làm Phó Bí thư Đảng ủy Đại học Đồng Tế, Viện trưởng Học viện Địa chất biển và Khoa học Trái Đất. Tháng 12 năm 2004, ông là Phó Hiệu trưởng, đồng thời là Phó Bí thư thường vụ Đảng ủy cấp chính sảnh, địa từ tháng 6 năm 2007. Tháng 11 năm 2008, ông được điều chuyển tới Thành ủy Thượng Hải, nhậm chức Phó Bộ trưởng Bộ Tổ chức Thành ủy, bắt đầu giai đoạn mới khi tham gia chính trường Trung Quốc. Tháng 11 năm 2011, ông được bổ nhiệm làm Bí thư Đảng ủy Đại học Đồng Tế, cấp phó bộ, tỉnh, giữ chức vụ này cho đến năm 2014.

### Chính trường
Tháng 8 năm 2014, ông được điều chuyển lên trung ương, nhậm chức Ủy viên Đảng ủy Bộ Tổ chức Trung ương Đảng Cộng sản Trung Quốc, Cục trưởng Cục Cán bộ thứ hai, Thành viên Tiểu tổ Lãnh đạo công tác kiểm tra Trung ương. Đến tháng 10 năm 2016, ông được bổ nhiệm làm Phó Bộ trưởng Bộ Tổ chức, sau đó là Chủ nhiệm Văn phòng, Ủy viên Ủy ban Cơ cấu biên chế Trung ương từ tháng 5 năm 2019. Tháng 5 năm 2022, Bộ Chính trị nhất trí ban hành quyết định điều chuyển Chu Tổ Dực tới Bộ Tài nguyên nhân lực và Bảo đảm xã hội, nhậm chức Bí thư Đảng tổ, được Tổng lý Lý Khắc Cường đề nghị Nhân Đại bổ nhiệm làm Bộ trưởng, chính thức được Ủy ban Thường vụ Nhân Đại Trung Quốc bổ nhiệm làm Bộ trưởng từ ngày 24 tháng 6 năm 2022. Cuối năm 2022, ông tham gia Đại hội Đảng Cộng sản Trung Quốc lần thứ XX từ đoàn đại biểu khối cơ quan trung ương Đảng và Nhà nước. Trong quá trình bầu cử tại đại hội, ông được bầu là Ủy viên Ủy ban Trung ương Đảng Cộng sản Trung Quốc khóa XX. Ngày 13 tháng 11, Chu Tổ Dực được điều tới tỉnh Phúc Kiến, nhậm chức Bí thư Tỉnh ủy Phúc Kiến, kế nhiệm Doãn Lực.

## Hoạt động khoa học
Là một nhà khoa học và giáo dục ngành địa chất, Chu Tổ Dực có nhiều hoạt động về nghiên cứu, đạt nhiều thành tựu trong sự nghiệp. Về nghiên cứu, ông chủ yếu tham gia lĩnh vực cấu trúc rìa lục địa và phân tích lưu vực ở Đông Nam Trung Quốc và các vùng biển lân cận. Nghiên cứu tập trung vào khu vực nguồn của các bồn trầm tích và mối quan hệ kết hợp cấu trúc của các bồn trầm tích này; sử dụng các phương pháp tiên tiến của niên đại nhiệt độ thấp như phương pháp theo dõi phân hạch và U-Th/He; mô phỏng, tìm kiếm mối quan hệ ràng buộc giữa sự nâng cao cấu trúc nguồn cung cấp đã được chứng minh về sự tiến hóa, biến đổi của khí hậu, quy luật phân bố và phát triển của hệ thống trầm tích lưu vực, mô phỏng lưu vực và môi trường cổ (bao gồm cả cổ sinh vật) trong khu vực nghiên cứu để cung cấp cơ sở khoa học cho quá trình tiến hóa.
Về tập thể, Chu Tổ Dực từng là thành viên Nhóm Khoa học Biển của Ban Chỉ đạo Giảng dạy khoa học của Bộ Giáo dục (1995–2002), Phó Chủ tịch Hiệp hội Hải dương và Hồ học Thượng Hải (2001–2005), Thành viên Chương trình Thăm dò đại dương Quốc tế (IODP) (2003–2007). Ông còn là thành viên ban biên tập các tạp chí khoa học uy tín thế giới như Advances in Earth Science, Petroleum Geology & Experiment, Trung tâm nghiên cứu Địa cực Trung Quốc. Từ năm 1996, ông được hưởng phụ cấp đặc biệt dành cho các nhà khoa học của Quốc vụ viện.

## Giải thưởng
Trong sự nghiệp khoa học của mình, Chu Tổ Dực đã nhận được những giải thưởng như:
- Giải thưởng trường chinh Thượng Hải (1995);
- Người lao động kiểu mẫu Thượng Hải (1996);
- Giải Ba giải thưởng Giảng viên trẻ xuất sắc của Tổ chức Giáo dục Hoắc Anh Đông (1996);
- Mười viên chức tiên phong sáng tạo Thượng Hải (1997);
- Giải Nhất của Diễn đàn Khoa học và Công nghệ Thượng Hải (1998);
- Giải thưởng Nhà giáo xuất sắc Baosteel (2001);
- Giải Nhì giải thưởng Thành tựu giảng dạy Quốc gia Trung Quốc (2001, 2008);